# Passagem de Humaitá
Passagem de Humaitá (litt. Le passage de l'Humaitá) est une peinture à l'huile réalisée entre 1868 et 1872 par Victor Meirelles de Lima. Cette œuvre de grand format (268 × 405 cm) se trouve aujourd'hui au Musée historique national, dans le centre de Rio de Janeiro. L'œuvre, comme d'autres de l'artiste, a probablement été peinte à l'intérieur d'un des navires de la marine, dans lequel Victor a installé son atelier pendant la guerre de la Triple-Alliance.
Le tableau est une commande spéciale du ministre de la marine brésilienne, ce qui fit qu'en 1868, Victor Meirelles prend congé de son poste de professeur à l'Académie impériale des beaux-arts précisément pour pouvoir répondre à cette commande. Le 15 juin 1878, Victor se rend sur le champ de bataille pour ressentir de première main l'adrénaline de la guerre et pour collecter du matériel à peindre pour ses tableaux Passagem de Humaitá et Combat naval de Riachuelo, en 1872. Ces deux tableaux font partie de l’immense collection qui dépeint la guerre de la Triple-Alliance. La pratique de voyager pour peindre était très courante à l'époque, et les auteurs le faisaient précisément pour pouvoir recueillir le plus d'informations possible sur les gestes, les tons de peau, les actions, les personnages, les armes et la scène de guerre elle-même. C'est pour cette raison qu'il y a eu beaucoup de débats quant à savoir si les peintures représentaient réellement ce que le peintre avait vu en personne.
Passagem de Humaitá était une œuvre fortement critiquée par certains, pour ne pas avoir de figures bien définies, pour avoir laissé de côté le didactisme des peintures historiques et pour avoir représenté une grande masse de fumée. Cependant, beaucoup ont également fait l'éloge de Victor Meirelles, affirmant que la façon dont il a représenté la bataille montrait clairement qu'il l'avait vécue, avec les soldats.

## Contexte

### Contexte historique
Passagem de Humaitá représente l'épisode du Passage de l'Humaitá (pt), qui s'est déroulé pendant la guerre de la Triple-Alliance — un moment historique important pour le Brésil, qui s'est allié à l'Uruguay et à l'Argentine pour vaincre le Paraguay. Les conflits ont duré entre 1864 et 1870, entraînant la mort d'entre 150 000 et 300 000 soldats. La guerre est particulièrement notable pour avoir été le conflit le plus long et sanglant d'Amérique du Sud. La Marine y a joué un rôle important et s'est consolidée comme outil de combat, principalement parce que les fleuves Paraguay et Paraná se trouvaient au cœur des conflits.
La bataille qui a eu lieu à Humaitá a été la défaite du dernier bastion paraguayen. Il y avait 10 000 soldats paraguayens présents sur place, ce qui inquiétait grandement l'empire du Brésil à l'époque. Au même moment où le gouvernement brésilien progressait sur terre, c'est pendant la guerre de la Triple-Alliance qu'il fut réalisé que les unités navales devaient voyager aux côtés des troupes terrestres. À Humaitá, la Marine a coordonné l’exploration des voies navigables. Les tentatives durèrent six mois et l'Humaitá fut franchie le 19 février 1868, lorsque l'escadre brésilienne domina le fleuve Paraguay jusqu'à Asunción. Il convient de noter que, plus tard, il y a eu une deuxième visite à Humaitá, le 21 juillet 1868. Le site ne fut entièrement occupé par les forces alliées que le 5 août 1868.

« J’ai l’intention d’établir une nouvelle base d’opérations à Humaitá, en y apportant les entrepôts, les hôpitaux, les bureaux et les tribunaux que nous avons jusqu’à présent maintenus à Corrientes »

— Duc de Caxias au ministre de la Guerre.
La guerre a fourni des dizaines d’emplois aux peintres, aux photographes et à d’autres artistes. Avec Pedro Américo, Victor Meirelles a révolutionné le genre de la bataille, le rendant épique dans ses peintures. Bien sûr, il y a eu d'autres représentations diverses de la guerre de la Triple-Alliance, mais il est unanime parmi les chercheurs et les historiens qu'aucune n'a eu la qualité et la répercussion des peintures de Victor Meirelles. Il est resté fidèle au thème — subventionné par l'État impérial brésilien, qui en a fait la commande — et a maintenu une qualité surpassant celle des autres artistes brésiliens et latins.
Le tableau représente un bombardement du dernier noyau de résistance de l'ennemi, et marque précisément une conquête de l'Empire, contribuant en même temps à l'émergence de la Première République. Le tableau remplit son objectif de construire une identité nationaliste brésilienne. Elle contribue également à diffuser le courant positiviste que les Forces armées introduisent, en liant le désir d'industrialiser le pays. En fait, la prise du pouvoir et la transformation du Brésil en République furent l'un des points essentiels du déclin de la carrière de Meirelles, qui s'était très bien établi comme peintre de l'Empire.

### Victor Meirelles et la commande du tableau

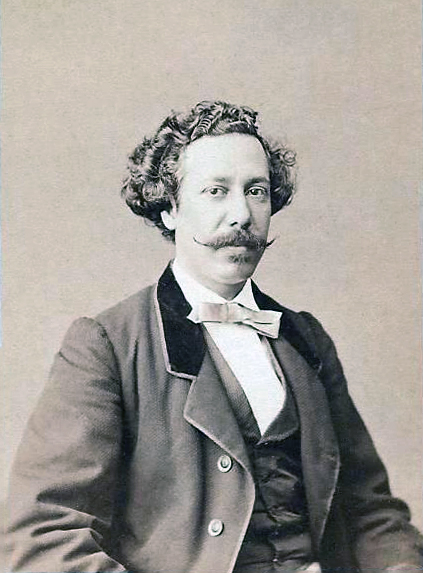
Victor Meirelles dans les années 1860.

Victor Meirelles de Lima (1832 - 1903) est un peintre et professeur brésilien.
À l'âge de six ans, il commence ses études artistiques et peint déjà quelques paysages de sa ville natale. À quinze ans, il déménage à Rio de Janeiro, alors capitale de l'Empire, pour étudier à l'Académie impériale des beaux-arts (AIBA), où il se spécialise dans la peinture historique. Il reçoit des leçons de Marciano Moreno, un ingénieur argentin exilé au Brésil, vers 1838. Victor avait déjà des notions d'échelle, de proportion et de perspective des paysages ; il avait déjà une vision horizontale, avec des détails géométriques.
En 1847, Victor s'installe à Rio de Janeiro et s'inscrit à l'Académie impériale des beaux-arts. Là, il est encadré par Manoel de Araújo Porto-Alegre (1806-1879), qui est le premier directeur brésilien de l'Académie impériale (entre 1854 et 1857), où Meirelles devient plus tard professeur. Après cela, Meirelles obtient une bourse et voyage en Europe, où il suit en Italie des cours avec Tommaso Minardi et Nicola Consoni, grands artistes italiens de l'époque. Il a également fréquenté les Beaux-Arts de Paris. À cette époque, deux courants sont en conflit : le romantisme et le néoclassicisme. L'impressionnisme a fait aussi son apparition, avec l'idée que les paysages peuvent être peints en extérieur, capturant différents aspects, y compris la lumière naturelle. Tous ces mouvements ont grandement influencé l’art de Meirelles.

« C'est à partir de l'impressionnisme que l'idée d'originalité a changé, et que créer une grande œuvre ne signifiait plus orchestrer une multiplicité d'images harmonieusement organisées sur une grande surface, faisant appel à un passé visuel qui s'y insère, dans une nouvelle actualisation. »

À cette époque, les peintres cherchent à transmettre la partie la plus importante d'un événement dans une seule image, comme une scène de bataille, ce qui arrive dans Passagem de Humaitá. Victor Meirelles est également influencé par les premiers projets dramatiques d'Antoine-Jean Gros. Durant son séjour en Europe, il a également visité Bruxelles, Ostende, Anvers et La Haye. C'est en Europe qu'il a perfectionné une grande partie de ses recherches et a progressé comme peintre, en lisant des documents et en effectuant de nombreuses visites. C'est en connaissant personnellement ces espaces qu'il a pu améliorer encore ses œuvres, notamment en mettant en pratique les panoramas qu'il créerait plus tard, après la chute de l'Empire brésilien.
À son retour au Brésil, Meirelles devient professeur à l'Académie des Beaux-Arts de Rio de Janeiro, participe à des expositions, reçoit des prix et l'Habit de l'Ordre du Christ de l'empereur Pierre II. Il détient également le titre de Chevalier de l'Ordre de la Rose, faits survenus à son âge d'or, au sommet de sa carrière. C'est alors qu'il devient peintre royal et réalise des œuvres de commande à partir de la seconde moitié du XIXe siècle jusqu'à la fin de l'Empire. Meirelles devient un artiste reconnu et est estimé par l'empereur, et en 1868 il reçoit deux commandes du ministre de la Marine, Afonso Celso de Assis Figueiredo (pt) (1836-1912) : Combat naval de Riachuelo et Passagem de Humaitá.

« Le dossier contient 7 avis du Secrétariat d'État aux Affaires impériales ; à savoir : [...] daté du 30 mai, communiquant que la licence demandée par le ministère de la Marine avait été accordée, afin que le professeur de cette Académie, Victor Meirelles de Lima, puisse remplir le contrat qu'il a conclu avec le même ministère, concernant la peinture, en deux panneaux, des exploits de notre escadron = Bataille de Riachuelo et Passage d'Humaitá =, déclarant également que ledit professeur n'a pas droit au salaire de sa chaire, tandis que, pour des raisons de cette Commission, il est empêché d'exercer ses fonctions dans cette Académie. »

L'intention des deux œuvres est d'exalter la puissance de la marine brésilienne contre le Paraguay pendant la guerre. Ils ont été commandés à 16 000 000 réaux (pt) et ont fini par être vendus à 20 000 000 réaux. Meirelles a donc fini par s'impliquer beaucoup dans le milieu académique, développant dans ses œuvres un modèle de contexte historique, très axé sur la construction d'une identité nationale.

« Le cadre historique est celui de l'action, de la guerre comme spectacle, de la mesure des forces sur le champ de bataille. Et plus c'est réaliste, mieux c'est. »

Sous le règne de Pierre II, Victor Meirelles a réalisé des œuvres très importantes pour la composition du nationalisme, parmi lesquelles, outre Passagem de Humaitá, Primeira Missa no Brasil (1860), Moema (1875) et Batalha dos Guararapes (1879). Pour exécuter la plupart de ces commandes, Meirelles a effectué de nombreux voyages, certains courts, à travers le Brésil même, entre Rio de Janeiro, Porto Seguro, retournant à sa ville natale Nossa Senhora do Desterro, se rendant au Pernambouc et au Paraguay, et d'autres qui ont traversé l'Atlantique. Tout cela pour que les scénarios soient représentés le plus fidèlement possible, plaçant Victor au milieu des batailles. C’est à cause de tous ces voyages que la présence de la mer est apparue dans ses œuvres. La vue sur la mer est devenue essentielle pour composer les éléments des tableaux de paysage, valorisant la vue panoramique des horizons.

## Description
Passagem de Humaitá est un scénario catastrophique et, en même temps, subtil. Le tableau rappelle quelque peu un tableau de William Turner (1775-1851) avec les brumes, les brouillards, les masses de fumée grises et noires se mélangeant et composant le thème même du tableau. La scène est dominée par des nuages sombres et de la fumée sortant des incendies. Il y a beaucoup de feu, réparti sur la droite, la gauche et aussi le centre. À gauche, une lune décroissante, mise en valeur au milieu de la fumée noire de l'incendie. On peut y distinguer trois bateaux munis de cheminées d'où émanent des masses noires et condensées. Sur le côté droit du cadre, vous pouvez voir des plantes et des débris reposant sur l'eau, ainsi que plus de fumée. Au centre, encore des débris. Enfin, une petite explosion se produit dans le coin inférieur droit du cadre, et est mise en évidence par l'éclairage.

« De part et d'autre, des éclairs rouges, des ténèbres, des masses d'une couleur et d'une autre. A l'horizon, les renflements des navires indistincts dans l'épaisse fumée nocturne, avançant, avançant. Au loin, une immense fournaise qui brûle. Et sur la scène que les torches infernales illuminent, une angoisse grandissante qui pâlit dans le ciel calme. »

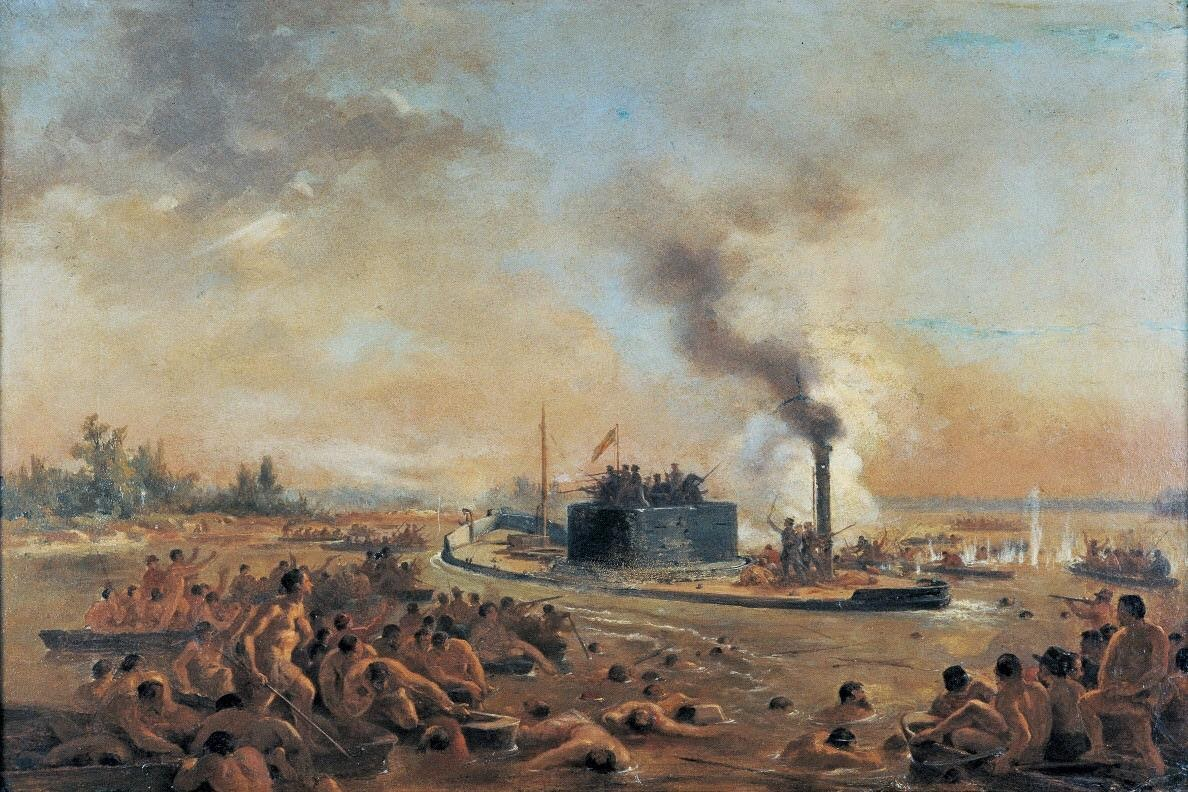
Étude pour (1868-1870).

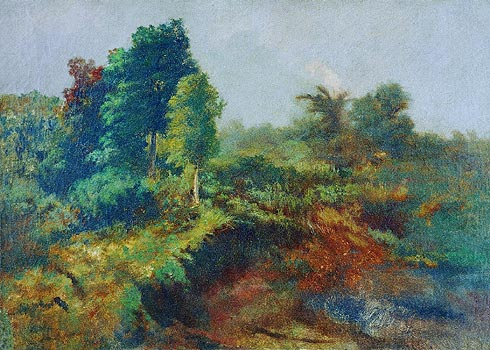
Étude pour (1868-1870).

Dès que l'on regarde le tableau, on constate que Victor Meirelles suit les influences de l'école puriste : les lignes sont subtiles, il y a une emphase sur le dessin, peu de dégradé de couleurs, avec un focus sur le gris, le noir et le marron, et une intégration du ciel avec la végétation et les minéraux. S'agissant d'un paysage naturel, il est possible d'établir quelques liens avec la peinture réaliste de l'artiste Jean-Baptiste-Camille Corot, grand influenceur du réalisme à l'époque. Le tableau présente donc une image mélancolique et désolée de la bataille et de la destruction qu’elle entraîne, et la capture de l’atmosphère de guerre est extrêmement subtile. Le souci de Victor Meirelles de capturer le moment exact qu'il regarde à l'écran est également perceptible.
Passagem de Humaitá ne se préoccupe pas de représenter le nombre de soldats ou de troupes exacts qui étaient dans la bataille, mais plutôt la scène catastrophique de destruction, d'une manière fine et légère. L'auteur a passé deux mois sur la scène de guerre, se familiarisant avec le panorama, et avec cela, sa préoccupation finale n'était pas tant de présenter un scénario didactique de la bataille, mais plutôt de faire du spectateur un véritable témoin de la guerre de la Triple-Alliance.

## Histoire du tableau
L'œuvre, comme d'autres de l'artiste, a probablement été peinte à l'intérieur d'un des navires de la marine, dans lequel Victor a installé son atelier pendant la guerre de la Triple-Alliance.
Passagem de Humaitá était une œuvre fortement critiquée par certains, pour ne pas avoir de figures bien définies, pour avoir laissé de côté le didactisme des peintures historiques et pour avoir représenté une grande masse de fumée. Cependant, beaucoup ont également fait l'éloge de Victor Meirelles, affirmant que la façon dont il a représenté la bataille montrait clairement qu'il l'avait vécue, avec les soldats, et que la perspective du tableau est en fait celle de quelqu'un qui était sur le terrain pendant la guerre.
Avant d'être installé au Musée national de Rio de Janeiro, le tableau Passagem de Humaitá a voyagé. Le tableau a été exposé à l'Exposition universelle de 1876 à Philadelphie, aux États-Unis. En plus de cela, Primeira Missa no Brasil et Combat naval de Riachuelo ont également été exposés en 1876. Victor ne les accompagna pas, la personne qui accompagnait ses œuvres était Saldanha da Gama, qui n'y prêta pas beaucoup d'attention lors du voyage de retour : les trois tableaux subirent quelque détérioration dans leur emballage et leurs cadres furent égarés.

Autres tableaux intitulés Passagem de Humaitá
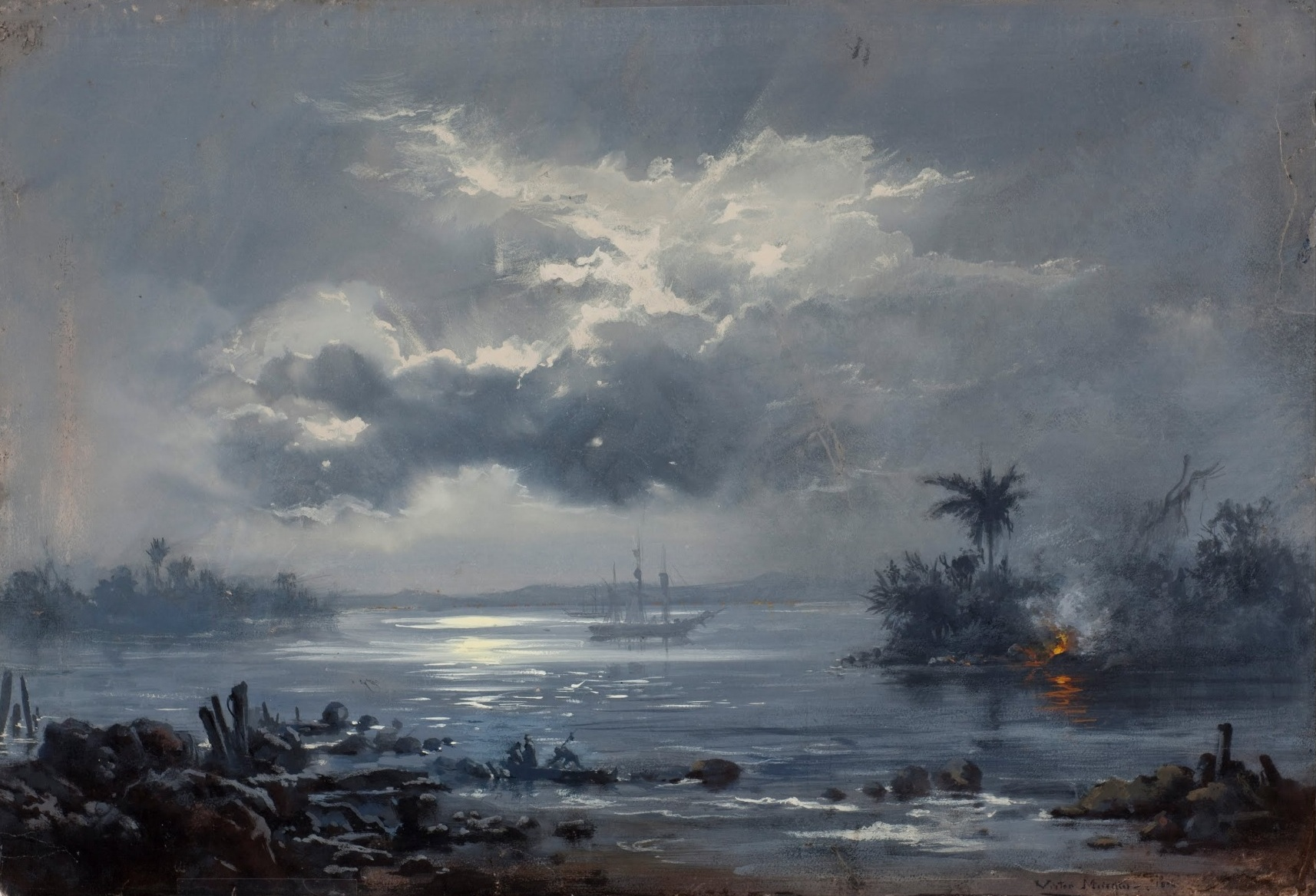
Autre tableau de Meirelles, peint en 1886 (pinacothèque de l'État de São Paulo).
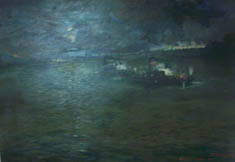
Tableau de Roberto Castellanos (es), peint en 1927 (Musée historique national).